# بلو (ویرجینیای غربی)
بلو (به انگلیسی: Belo) یک منطقهٔ مسکونی در ایالات متحده آمریکا است که در شهرستان مینگو، ویرجینیای غربی واقع شده‌است. بلو ۲۰۲٫۰۸ متر بالاتر از سطح دریا واقع شده‌است.